# Bohrium
Bohrium is een scheikundig element met symbool Bh en atoomnummer 107 (niet te verwarren met borium, met symbool B). Het is een vermoedelijk grijs of zilverkleurig overgangsmetaal.

## Ontdekking

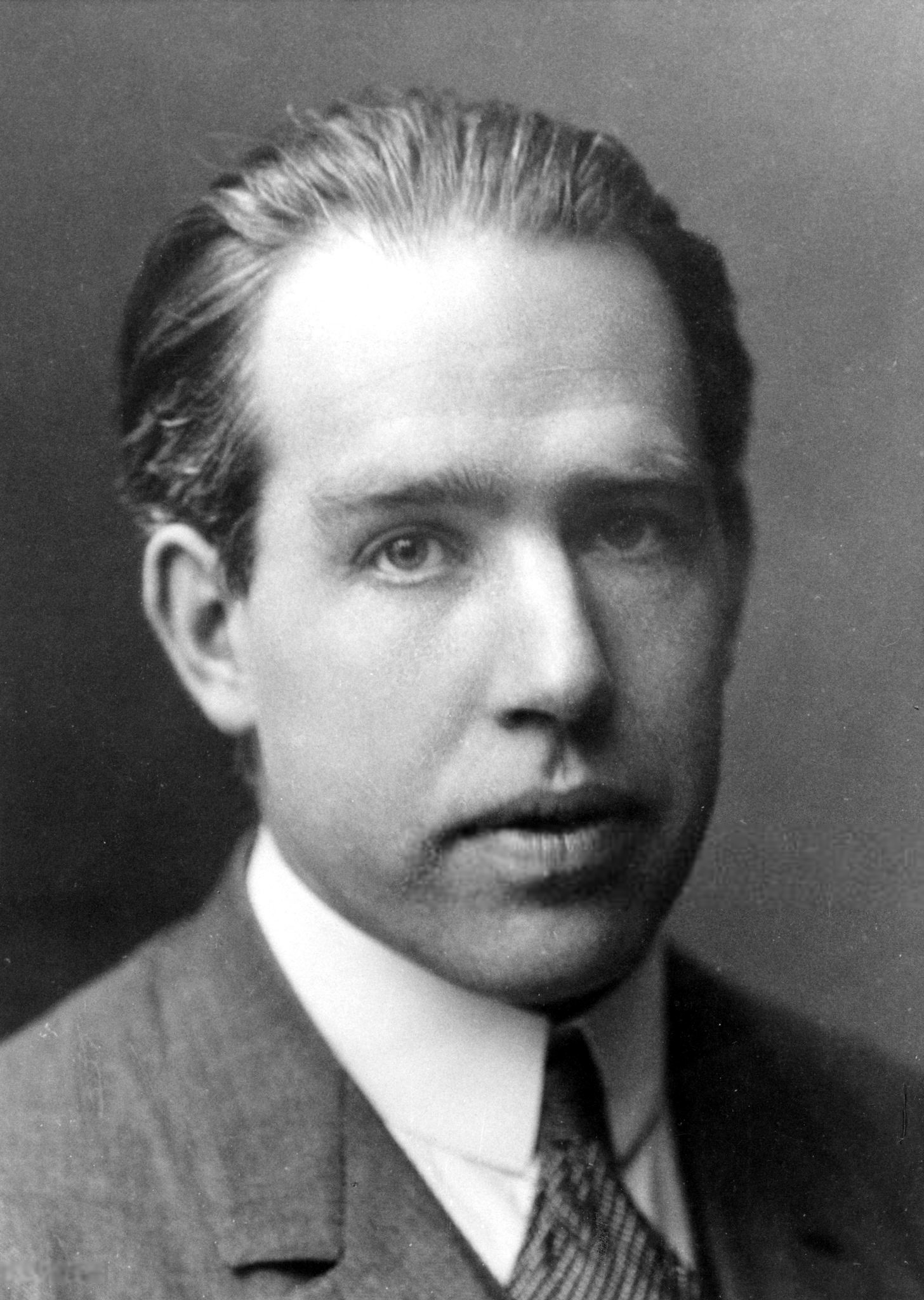
Niels Bohr

Atomen van element 107 werden voor het eerst gemaakt in 1976 door een groep van Sovjet-wetenschappers onder leiding van Joeri Oganesjan in het Gezamenlijk Instituut voor Kernonderzoek in Doebna. Het betrof de isotoop 261Bh met een geschatte halveringstijd van 1-2 ms (latere metingen wijzen uit dat de halveringstijd van deze isotoop ca. 10 ms bedraagt). De atomen werden gemaakt door bismut-209 te beschieten met chroom-54:
{\displaystyle {\ce {^{209}_{83}Bi + ^{54}_{24}Cr -> ^{262}_{107}Bh + ^{1}_{0}n}}}
In 1981 was een Duitse groep onder leiding van P. Armbruster en G. Münzenberg van het Gesellschaft für Schwerionenforschung in Darmstadt in staat de resultaten van het Sovjet-team te bevestigen door de langer levende isotoop 262Bh te maken.

## Naam
Er was een controverse over de naamgeving van de elementen 101 tot en met 109. Aanvankelijk noemde de IUPAC het element 107 voorlopig unnilseptium (met als symbool Uns). 
In 1994 kwam een comité van de IUPAC met de aanbeveling element 107 naar de Deense natuurkundige Niels Bohr te noemen, met de gebruikelijke uitgang -ium. De naam zou dan bohrium zijn, wat verwarring kan geven met element 5, dat boor of borium (zonder h) wordt genoemd. In het Engels is minder verwarring, doordat boor daar boron heet. De Duitsers stelden nielsbohrium voor, een naam die de Sovjets al hadden gesuggereerd voor element 105. De standaard is echter dat alleen de achternaam van een wetenschapper wordt gebruikt als zijn naam wordt gebruikt om hem te eren. Ondanks deze angst werd de naam bohrium voor element 107 in 1997 internationaal erkend.
Doordat bohrium snel vervalt en geen praktische toepassingen heeft, zal er in de praktijk weinig verwarring met borium zijn.

## Toepassingen
Er zijn geen toepassingen van bohrium bekend.

## Opmerkelijke eigenschappen
Vanwege de uiterst korte halveringstijden van de bohriumisotopen is het nauwelijks mogelijk om onderzoek te doen naar de chemische en fysische eigenschappen.

## Verschijning
Op aarde wordt bohrium van nature niet aangetroffen.

## Isotopen
| Stabielste isotopen | Stabielste isotopen | Stabielste isotopen | Stabielste isotopen | Stabielste isotopen | Stabielste isotopen |
| Iso                 | RA (%)              | Halveringstijd      | VV                  | VE (MeV)            | VP                  |
| ------------------- | ------------------- | ------------------- | ------------------- | ------------------- | ------------------- |
| 261Bh               | syn                 | 11,8 ms             | α                   |                     |                     |
| 264Bh               | syn                 | 440 ms              | α                   | 9,960               | 260Db               |
| 267Bh               | syn                 | 22 s                | α                   |                     |                     |
| 270Bh               | syn                 | 30 s                | α                   | 8,93                |                     |
| 272Bh               | syn                 | 9,8 s               | α                   |                     |                     |
| 274Bh               | syn                 | 40 s                | α                   | 8,8                 |                     |

Het langstlevende bohriumisotoop is 274Bh met een halveringstijd van 40 s. Andere isotopen zijn 270Bh en 272Bh met halveringstijden van respectievelijk 30 en 9,8 s.

## Toxicologie en veiligheid
Over de toxicologie van bohrium is niets bekend.